# 阿直岐
阿直岐（あちき）は、『日本書紀』『古事記』によれば、応神天皇の時代に百済から日本に貢上されたとされる人物。『古事記』には阿知吉師と登場し、応神天皇のとき、百済王が馬2匹を阿知吉師につけて貢上したとあるが（貢上＝「貢物を差し上げる」）、吉師は一種の尊称であり、阿知は阿直岐の略称とみなせることから、阿直岐と同時代の人物の阿知使主を同一人とする説もある。。一方、「実在したか否かは不明」という指摘があり、津田左右吉は、後人の造りごととしている。

## 概要
『日本書紀』によれば、応神天皇15年に百済王から良馬二匹と共に貢上されたといい、みずから大和の軽坂上厩で飼養した。良馬の貢上は、仁徳56年頃に朝廷が百済の要請に応じて、最初の朝鮮大出兵を行なったことへの返礼という指摘がある。
『日本書紀』では百済王の名を記していないが阿花王（阿莘王）の時代と推定される。菟道稚郎子の師となり、自分よりすぐれた学者として王仁を推薦し、王仁を百済から渡来させたとされるが、以上の史実性は確かめえない。
一方、『古事記』では阿知吉師と表記し、応神天皇の時代に百済の照古王（近肖古王）から雄馬雌馬各一匹と共に貢上されたという。
阿自岐神社の祭神であり、子孫が始祖を祀ったとも考えられている。